# Mark Lee (cantor)
Mark Lee (hangul: 마크이; rr: Makeu Yi; MR: Mak'ŭ Yi; nascido em 2 de agosto de 1999), mais frequentemente creditado na carreira musical apenas como Mark (em coreano:  마크), é um cantor, compositor e rapper canadense de ascendência sul-coreana. Ganhou destaque mundial como membro do grupo masculino NCT (incluindo suas subunidades NCT 127 e NCT Dream). Em outubro de 2019, Mark fez sua estreia como membro do supergrupo SuperM, formado pela SM Entertainment em parceria com a Capitol Records.

## Carreira

### 2013–2018
Mark foi introduzido como parte do SM Rookies em dezembro de 2013. De agosto à outubro de 2014, apareceu no programa EXO 90:2014. Em julho de 2015, foi selecionado para o elenco do The Mickey Mouse Club da Disney Channel Korea.

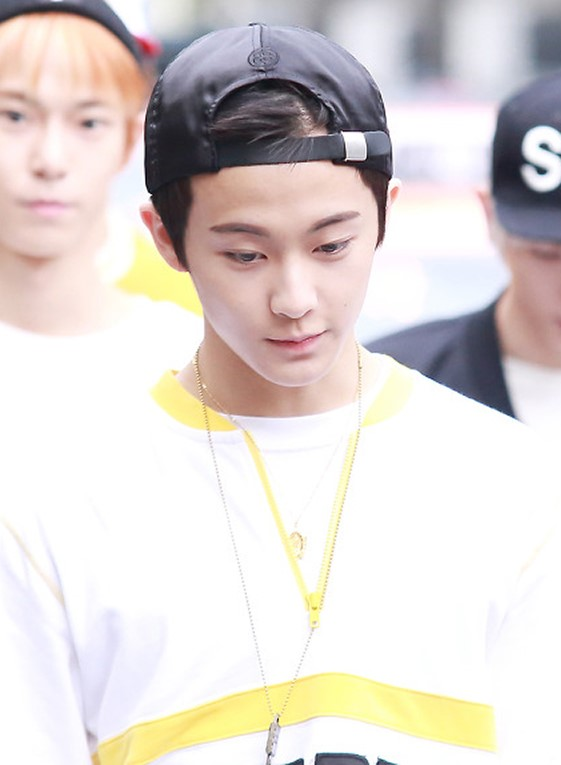
Mark indo para uma gravação do Music Bank (abril de 2016)

Estreou como membro do NCT, integrando a subunidade NCT U, em abril de 2016 com o lançamento do single "The 7th Sense" (일곱 번째 감각), onde colaborou com a composição da letra da canção. Foi introduzido a subunidade NCT 127 em julho do mesmo ano. A primeira apresentação televisiva do grupo ocorreu em 7 de julho no M Countdown, performando "Fire Truck" e "Once Again" de seu primeiro extended play, NCT #127, lançado dias depois, onde colaborou na composição das letras de "Fire Truck" (소방차) e "Mad City". O NCT#127 entrou no número 2 no Gaon Album Chart na edição de 10 à 16 de julho de 2016. Na terceira semana, o EP liderou o gráfico na edição de 24 à 30 de julho de 2016. O EP também estreou no número 2 na World Album Chart da Billboard. O mini-álbum entrou e alcançou o número 3 na Gaon Album Chart para o mês de julho de 2016, com mais de 60 mil cópias vendidas. Estreou como membro da subunidade NCT Dream, em 24 de agosto de 2016, com o lançamento do single "Chewing Gum", onde colaborou com a composição da letra da canção. A primeira apresentação televisiva da unit ocorreu no dia seguinte no M Countdown da Mnet. Em outubro de 2016, lançou a canção "I Want To Enter Your Heart" com Henry Lau para o drama Sweet Stranger and Me.
Em janeiro de 2017, entrou para o elenco do programa de hip hop da Mnet High School Rapper. O show começou no mês seguinte e Mark chegou à final conquistando o 7º lugar. Como parte do programa lançou a canção "Drop", com a participação de Seulgi. Para o EP NCT #127 Limitless, lançado em janeiro de 2017, Lee colaborou na composição das canções "Good Thing", "Baby Don't Like It" (나쁜 짓) e "Angel". Co-escreveu a canção "My First and Last" (마지막 첫사랑), para o NCT Dream, lançada em fevereiro do mesmo ano. Em 3 de março, apareceu como MC especial do programa Music Bank da KBS2, marcando sua estréia como MC. Ainda em março, colaborou com a composição da canção "Trigger The Fever", lançada para a Copa do Mundo FIFA Sub-20 de 2017. Em maio de 2017, foi anunciado que Mark participaria do show de variedades "Snowball Project" da SM e Mystic Entertainment, como o primeiro projeto das agências depois de anunciar sua parceria. O show produzido por Yoon Jong-shin e Henry Lau, estreou em julho do mesmo ano. Colaborou na composição das canções "Cherry Bomb", "Running 2 U", "0 Mile", "Whiplash" e "Summer 127", para o EP NCT #127 Cherry Bomb lançado em junho de 2017. Ainda em junho apareceu como MC especial do programa Inkigayo da SBS. No final de junho de 2017, foi anunciado que lançaria o single "Young & Free" através do projeto Station, em colaboração com Xiumin, em 7 de julho. Ainda para o projeto Station lançou a canção "Lemonade Love" em 21 de julho, em colaboração com Parc Jae-jung. Para o EPWe Young do NCT Dream, lançado em 17 de gosto de 2017, Lee co-escreveu as canções "La La Love", "Walk you home" (같은 시간 같은 자리) e "My Page".
Em janeiro de 2018, foi apresentado como MC do programa Show! Music Core, tendo sua estreia como apresentador do programa no mês seguinte.  Co-escreveu as canções "Boss", "Go", "Yestoday" e "Black on Black"  para o primeiro álbum de estúdio do NCT, NCT 2018 Empathy, lançado em 14 de março de 2018. O álbum estrou na #2 posição da Gaon Album Chart e foi certificado com um disco de platina pela KMCA, por mais de 300 mil cópias vendidas. Em maio de 2018, foi confirmado no elenco da segunda temporada do programa da MBC It's Dangerous Beyond the Blankets. Em agosto do mesmo ano, a SM Entertainment anunciou a graduação de Mark como membro do NCT Dream. A agencia também informou que a canção "Dear DREAM" do segundo EP do grupo, We Go Up, foi composta para a sua graduação, onde os membros expressam seus sentimentos com cartas sinceras um para o outro através das letras da canção. Além de "Dear DREAM", Mark co-escreveu as canções "We Go Up", "Beautiful Time" (너와 나) e "Drippin'" para o EP que foi lançado em 3 de setembro de 2018. Para o primeiro álbum de estúdio do NCT 127 Regular-Irregular, lançado em 22 de outubro, co-escreveu as canções "City 127" (지금 우리), "Regular", "My Van" (내 Van) e "Come Back" (악몽). Em 18 de outubro de 2018, lançou a canção "Dream Me" (나라는 꿈) para a trilha sonora de The Ghost Detective, juntamente com Joy. Para o álbum reeditado do NCT 127 intitulado Regulate, lançado em 23 de novembro, co-escreveu a canção "Welcome To My Playground".

### 2019–presente
O primeiro álbum de estúdio japonês do grupo, Awaken, foi lançado em 17 de abril de 2019. No mesmo mês, o NCT 127 assinou com a Capitol Music Group e a Caroline Distribution como parte de um acordo de distribuição mundial com a SM Entertainment, onde a CMG e a Caroline fornecem a distribuição e marketing para o grupo em vários territórios em todo o mundo. Em agosto de 2019, foi apresentado como membro do grupo SuperM, juntamente com Taemin, Baekhyun, Kai, Taeyong, Ten e Lucas. O SuperM estreou oficialmente em 4 de outubro de 2019, com o lançamento do extended play de mesmo nome. O EP estreou no número um na parada de álbuns da Billboard 200, com 164 mil cópias vendidas na semana que terminou em 10 de outubro, tornando-se o primeiro ato coreano a liderar a parada com seu lançamento de estreia, bem como o quarto lançamento em coreano a alcançar o número um. Ainda em outubro, colaborou para a trilha sonora do drama The Tale of Nokdu, juntamente com Doyoung, lançado a canção "Baby Only You".
Em 6 de março de 2020, o NCT 127 lançou seu segundo álbum em coreano Neo Zone, para o qual Mark co-escreveu as canções "Pandora's Box" (낮잠), "Mad Dog" (뿔) e "Love Song" (우산). O álbum estreou no número cinco na Billboard 200 dos Estados Unidos com 83 mil cópias vendidas, tornando-se a primeira vez que o NCT 127 entrou no top 10 da Billboard 200, e estreou no número um no Gaon Album Chart da Coreia do Sul, tornando-se o quinto lançamento do grupo a realizar esse feito. O álbum fechou o mês de março com mais de 723 mil cópias vendidas apenas na Coreia do Sul. Em 14 de abril, a SM Entertainment anunciou que o NCT Dream lançaria seu quarto EP em coreano, Reload, em 29 de abril com os seis membros não graduados: Renjun, Jeno, Haechan, Jaemin, Chenle e Jisung, e que após o período de promoção do álbum, a formatura o sistema seria abolido e o NCT Dream continuaria suas atividades com todos os sete membros originais, incluindo Mark, que se graduou no final de 2018. Ainda em abril, fez parte do Star Road: The Return of NCT 127. Em abril do mesmo ano, estrelou o primeiro episódio do ‘To You’, sendo um programa de estilo confessional onde um membro do NCT 127 faz uma mensagem de vídeo para outro membro e continua em uma rede de retransmissão. De maio à junho, estrelou o show de variedades Office Final Round, onde o NCT 127 é dividido em três equipes que se enfrentam. De junho à julho do mesmo ano, apareceu no NCT 127 Baseball Team.
Em setembro de 2020, o SuperM lançou o seu primeiro álbum de estúdio, Super One. O álbum contou com os singles "100", "Tiger Inside" e "One (Monster & Infinity)". Ainda em setembro, o NCT anunciou o projeto NCT 2020, semelhante ao seu projeto NCT 2018, que combina membros de várias subunidades em um álbum. Em 20 de setembro, foi confirmado que o grupo estaria lançando seu segundo álbum, NCT 2020 Resonance Pt. 1 em 12 de outubro, apresentando todas as 4 unidades e 2 novos membros. Em sua pré-venda, o álbum ultrapassou a marca de 1 milhão de cópias vendidas apenas na Coreia do Sul. No álbum, Mark participou das B-sides "Misfit" e "Volcano" (ambas lançadas pelo NCT U), "Déjà Vu" (lançada pelo NCT Dream, marcando oficialmente o seu retorno para a subunidade) e "Music, Dance" (lançada pelo NCT 127). De outubro à dezembro de 2020, apareceu no reality show NCT World 2.0 ao lado dos outros membros do NCT. Para a segunda parte do segundo álbum do NCT, intitulado NCT 2020 Resonance Pt. 2 e lançado em 23 de novembro, Mark participou de uma das faixa-título, "90's Love". Mark também participou da B-side "All About You" (lançada pelo NCT U).
Em 10 de maio de 2021, o NCT Dream lançou seu primeiro álbum de estúdio, Hot Sauce, onde Mark co-escreveu a faixa "Rainbow". O álbum ultrapassou a marca de 1,7 milhão de cópias apenas em pré-venda. O NCT 127 lançou seu terceiro álbum de estúdio em coreano, Sticker, em 17 de setembro do mesmo ano, composto por onze faixas, incluindo o lead single de mesmo nome – co-escrito por Mark. Dias antes de seu lançamento o álbum já havia ultrapassado 2,12 milhões de cópias vendidas apenas na pré-venda.

## Imagem
Em junho de 2017, durante um entrevista o cantor Parc Jae-jung demostrou seu apreço por Mark dizendo: "Quando eu escutei pela primeira vez a música do NCT e vi Mark, fiquei surpreso com a presença de um rapper como ele na S.M. Ent. Não era um estilo de rap que eu esperava da agência. Eu gosto do seu tom de voz, e também do seu coração puro. Eu definitivamente queria trabalhar com Mark".

## Vida pessoal
Em fevereiro de 2018, graduou-se na Escola de Artes Performáticas de Seul (SOPA).

## Discografia

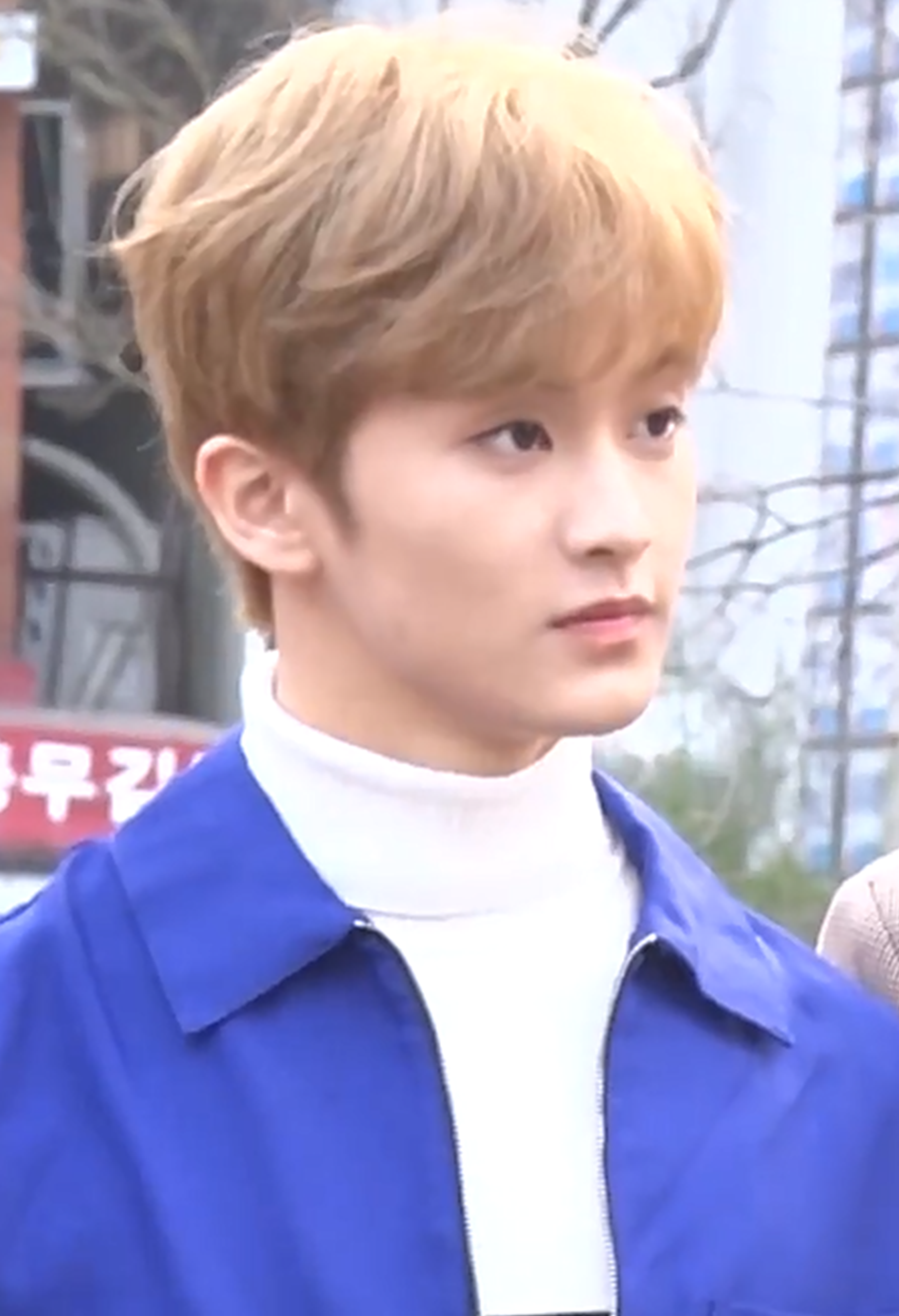
Mark indo para uma gravação do Music Bank, em março de 2018

| Título                                                                                   | Ano                    | Melhores posições nas paradas | Melhores posições nas paradas | Vendas                 | Álbum                          |
| Título                                                                                   | Ano                    | KOR                           | US World                      | Vendas                 | Álbum                          |
| Como artista principal                                                                   | Como artista principal | Como artista principal        | Como artista principal        | Como artista principal | Como artista principal         |
| ---------------------------------------------------------------------------------------- | ---------------------- | ----------------------------- | ----------------------------- | ---------------------- | ------------------------------ |
| "Drop" (두고가) (featuring Seulgi)                                                       | 2017                   | 93                            | —                             | - KOR: 46,443          | Highschool Rapper FINAL        |
| "Young & Free" (com Xiumin)                                                              | 2017                   | 31                            | 6                             | - KOR: 72,133          | Lançamentos sem álbum          |
| "Lemonade Love" (com Parc Jae-jung)                                                      | 2017                   | —                             | —                             | —                      | Lançamentos sem álbum          |
| Aparições em trilhas sonoras                                                             |                        |                               |                               |                        |                                |
| "I Want to Enter Your Heart" (니 맘에 들어갈래) (Henry featuring Mark)                   | 2016                   | —                             | —                             | —                      | Sweet Stranger and Me OST      |
| "Dream Me" (나라는 꿈) (com Joy)                                                         | 2018                   | —                             | —                             | —                      | The Ghost Detective OST Part 6 |
| "Baby Only You" (com Doyoung)                                                            | 2019                   | —                             | —                             | —                      | The Tale of Nokdu OST Part 1   |
| "—" indica lançamentos que não figuraram nas paradas ou não foram lançados nessa região. |                        |                               |                               |                        |                                |

### Composições
- Seu número de registro na Korea Music Copyright Association (KOMCA) é 10012921.[88]

|  | Indica lançamento como single             |
|  | Indica lançamento como single promocional |
|  | Indica um lançamento não comercial        |

| Canção                                | Ano  | Álbum                   | Artista            | Compositores |
| ------------------------------------- | ---- | ----------------------- | ------------------ | --- |
| "0 Mile"                              | 2017 | NCT #127 Cherry Bomb    | NCT 127            | Lee Tae-yong Jo Yoon-kyung Jo Jin-joo Choi So-young (JF) Park Yong-joon (JF) [ 89 ]                                                                                       |
| "100"                                 | 2020 | Super One               | SuperM             | Andy Love Yoo Young-jin Andy Love Harold "Alawn" Philippon Jasmine Kara Khatib-Nia (Cosmos Music) Ryan S. Jhun                                                            |
| "Angel"                               | 2017 | NCT #127 Limitless      | NCT 127            | Mr. Cho Lee Tae-yong [ 23 ] |
| "Baby Don't Like It" (나쁜 짓)        | 2017 | NCT #127 Limitless      | NCT 127            | Lee Tae-yong Jamil "Digi" Chammas G.Soul Tay Jasper Jonathan Perkins MZMC [ 23 ]                                                                                          |
| "Beautiful Time" (너와 나)            | 2018 | We Go Up                | NCT Dream          | Seo Ji-eum Kim In-ha [ 90 ] |
| "Black on Black"                      | 2018 | NCT 2018 Empathy        | NCT 2018           | MINOS Lee Tae-yong Deez |
| "Boss"                                | 2018 | NCT 2018 Empathy        | NCT U              | Woo Tan Yoo Young-jin Lee Tae-yong |
| "Cherry Bomb"                         | 2017 | NCT #127 Cherry Bomb    | NCT 127            | Lee Tae-yong Deepflow Lim Jung-Hyo Oh Min-joo [ 89 ] |
| "Cherry Bomb" (Performance Ver.)      | 2017 | NCT #127 Cherry Bomb    | NCT 127            | Lee Tae-yong Deepflow Lim Jung-Hyo Oh Min-joo [ 89 ] |
| "City 127" (지금 우리)                | 2018 | Regular-Irregular       | NCT 127            | JQ Moon Hee-yeon Lee Tae-yong |
| "Come Back" (악몽)                    | 2018 | Regular-Irregular       | NCT 127            | Bong Eunyoung Ryu Dasom Mark Lee |
| "Chewing Gum"                         | 2016 | The First               | NCT Dream          | Jo Yoon-kyung Moon Seol-ri Jung Min-ji [ 91 ] |
| "Dear DREAM'"                         | 2018 | We Go Up                | NCT Dream          | Lee Je-no Na Jae-min Park Ji-sung Song Kae-leos [ 90 ] |
| "Drippin'"                            | 2018 | We Go Up                | NCT Dream          | January 8th |
| "Drop" (두고가)                       | 2017 | Highschool Rapper FINAL | Mark Seulgi        | Seo Chul-goo Le'mon Ron |
| "Fire Truck" (소방차)                 | 2016 | NCT #127                | NCT 127            | Lee Tae-yong Jung Jae-hyun Lee Seu-ran [ 92 ] |
| "Go"                                  | 2018 | NCT 2018 Empathy        | NCT Dream          | Hwang Yoo-bin Ji Ye-won |
| "Good Thing"                          | 2017 | NCT #127 Limitless      | NCT 127            | JQ Hwang Ji-won Lee Tae-yong [ 23 ] |
| "Jet Lag" (시차)                      | 2019 | We Are Superhuman       | NCT 127            | JQ (Makeumine Works) Kim Hye-jeong (Makeumine Works) Michael Foster (Social House) Charles Anderson (Social House) Gaelen Whittemore Sean Machum Wilbart "Vedo" McCoy III |
| "La La Love"                          | 2017 | We Young                | NCT Dream          | Shin Annes |
| "Lemonade Love"                       | 2017 | Lançamento sem álbum    | Mark Parc Jae-jung | Yoon Jong-shin Henry Lau Parc Jae-jung [ 93 ] |
| "Lips"                                | 2019 | Awaken                  | NCT 127            | Akira Lee Tae-yong Andreas Öhrn Didrik Thott Sam Fishman |
| "Love Song" (우산)                    | 2020 | NCT #127 Neo Zone       | NCT 127            | Seo Ji-eum Mark Lee Johnny [ 94 ] |
| "Mad City"                            | 2016 | NCT #127                | NCT 127            | Lee Tae-yong Double Dragon [ 92 ] |
| "Mad Dog" (뿔)                        | 2020 | NCT #127 Neo Zone       | NCT 127            | Kim Bo-min Mark Lee [ 94 ] |
| "My First and Last" (마지막 첫사랑)   | 2017 | The First               | NCT Dream          | Jeon Kan-di |
| "My Page"                             | 2017 | We Young                | NCT Dream          | Min Yeon-jae |
| "My Van" (내 Van)                     | 2018 | Regular-Irregular       | NCT 127            | Lee Tae-yong Kim Dong-hyun |
| "Pandora's Box" (낮잠)                | 2020 | NCT #127 Neo Zone       | NCT 127            | JQ Hyeon Ji-won (Makeumine Works) Kim Hye-ji (Makeumine Works) Mark Lee Johnny [ 94 ]                                                                                     |
| "QTAH"                                | 2020 | Lançamento sem álbum    | Mark               | — |
| "Rainbow"                             | 2021 | Hot Sauce               | NCT Dream          | Jo Yoon-kyung Lee Je-no Na Jae-min Park Ji-sung Jurek Reunamäki Rik Annema Cimo Fränkel Annie Schindel Griff Clawson                                                      |
| "Regular" (English Ver.)              | 2018 | Regular-Irregular       | NCT 127            | Wilbart 'Vedo' McCoy III Lee Tae-yong |
| "Regular" (Korean Ver.)               | 2018 | Regular-Irregular       | NCT 127            | Coogie Tommy $trate Lee Tae-yong |
| "Running 2 U"                         | 2017 | NCT #127 Cherry Bomb    | NCT 127            | Lee Tae-yong JQ Kim Jin [ 89 ] |
| "Sticker"                             | 2021 | Sticker                 | NCT 127            | Yoo Young-jin Lee Tae-yong Dem Jointz Calixte Prince Chapelle Ryan S. Jhun                                                                                                |
| "Summer 127"                          | 2017 | NCT #127 Cherry Bomb    | NCT 127            | Lee Tae-yong Sun (Joombas) Bae Min-soo (Joombas) seizetheday (Joombas) CiaNo (Joombas) Kim In-hyung [ 89 ]                                                                |
| "The 7th Sense" (일곱 번째 감각)      | 2016 | NCT 2018 Empathy        | NCT U              | January 8th Kim Dong-hyun Cho Jin-joo Lee Tae-yong [ 97 ] |
| "Together At Home"                    | 2020 | Super One               | SuperM             | Lee Seu-ran (Joombas) Sylvester "Sly" Willy Sivertsen (Makeumine Works) Samuel Preston Carl Lehmann                                                                       |
| "Trigger The Fever"                   | 2017 | We Young                | NCT Dream          | 100% Seo-jung Hwang Ji-won [ 98 ] |
| "Walk you home" (같은 시간 같은 자리) | 2017 | We Young                | NCT Dream          | Seo Ji-eum |
| "We Go Up"                            | 2018 | We Go Up                | NCT Dream          | Kenzie |
| "Welcome To My Playground"            | 2018 | Regulate                | NCT 127            | Seo Ji-eum Ra.D Brother Su Lee Tae-yong [ 99 ] |
| "Whiplash"                            | 2017 | NCT #127 Cherry Bomb    | NCT 127            | Lee Tae-yong JQ O Neu Lu Xit Suh [ 89 ] |
| "Yestoday"                            | 2018 | NCT 2018 Empathy        | NCT U              | Jung Joo-hee Mark Lee Steven Lee Park Jin-joo [ 100 ] |
| "Yestoday" (Extended Ver.)            | 2018 | NCT 2018 Empathy        | NCT U              | Jung Joo-hee Mark Lee Steven Lee Park Jin-joo |
| "Young & Free"                        | 2017 | Lançamento sem álbum    | Mark Xiumin        | Jo Yoon-kyung |

## Filmografia

### Televisão
| Título                             | Ano  | Rede           | Notas              |
| ---------------------------------- | ---- | -------------- | ------------------ |
| EXO 90:2014                        | 2014 | Mnet           | Recorrente         |
| The Mickey Mouse Club              | 2015 | Disney Channel | Regular            |
| High School Rapper                 | 2017 | Mnet           | Competidor         |
| Snowball Project                   | 2017 | Mnet           | Regular            |
| Show! Music Core                   | 2018 | MBC            | Apresentador       |
| It's Dangerous Beyond the Blankets | 2018 | MBC            | Regular (Ep. 8–10) |

### Vídeos musicais
| Como artista principal | Como artista principal | Como artista principal |
| Canção                 | Ano                    | Outro(s) artista(s)    |
| ---------------------- | ---------------------- | ---------------------- |
| "Young & Free"         | 2017                   | Xiumin                 |
| "Lemonade Love"        | 2017                   | Parc Jae-jung          |

## Prêmios e indicações
| Ano  | Prêmio                        | Categoria                                | Trabalho nomeado | Resultado |
| ---- | ----------------------------- | ---------------------------------------- | ---------------- | --------- |
| 2018 | 18th MBC Entertainment Awards | Rookie Award in Music / Talk Show – Male | Show! Music Core | Indicado  |